# سام بدلی
سام بدلی (انگلیسی: Sam Baddeley; ۱۲ ژوئیهٔ ۱۸۸۴ – ۱۹۶۰ (۷۵−۷۶ سال)) بازیکن فوتبال اهل بریتانیا بود.
از باشگاه‌هایی که در آن بازی کرده‌است می‌توان به باشگاه فوتبال استوک سیتی و باشگاه فوتبال پورت ویل اشاره کرد.